# TSOS
TSOS (Time Sharing Operating System) war eines der Betriebssysteme der Großrechner der Spectra-70-Serie der Radio Corporation of America (RCA).
RCA war bis 1971 im Computergeschäft tätig. Danach wurde es an Sperry Corporation verkauft; Sperry bot TSOS unter dem Namen VS/9 an. Seit Mitte der 1970er Jahre wird eine weiterentwickelte Version von TSOS auch von Siemens unter dem Namen BS2000 angeboten.
Während Sperry (bzw. Univac nach der Umbenennung der Firma) VS/9 seit Anfang der 1980er Jahre nicht mehr anbot, wird BS2000 – nun BS2000/OSD genannt – weiterhin von Fujitsu Siemens Computers vertrieben.
TSOS war das erste Betriebssystem, das die virtuelle Adressierung des Hauptspeichers unterstützte. Darüber hinaus zeichnete es sich dadurch aus, dass im Gegensatz zu IBMs OS/360 – und dessen Nachfolger MVS, OS/390 und z/OS – die Benutzerschnittstelle für Time Sharing und Stapelverarbeitung identisch war. Dies erleichterte die Bedienung im Vergleich zu den IBM Produkten deutlich.
Die frühen Systeme der 1960er Jahre liefen auf TOS (Tape Operating System). Siemens benannte es für seine 4004-Serie Band-Betriebssystem (BBS). Später folgten das TDOS (Tape-Disc Operating System), bzw. Band-Platte-Betriebssystem und das Platte-Betriebssystem PBS, das schließlich in BS1000 umbenannt wurde. Mit Unterstützung von Maschinen mit Virtueller Speicherverwaltung, hat Siemens das TSOS als BS2000 eingeführt. Später wurden diese Betriebssysteme auch an RCA geliefert, als Ausgleich für die Lizenzierung.